# František Fiktus
František Fiktus (13. května 1929 Vráto – 16. srpna 2022 Sušice) byl český fotbalista, útočník a záložník. Věnoval se také lednímu hokeji, společně se Stanislavem Hlaváčkem hájili barvy Slavie Praha. Od začátku 90. let 20. století žil v Mirošově na Rokycansku.

## Sportovní kariéra
V československé lize nastoupil ke 141 ligovým utkáním a dal 34 gólů. Hrál za Sokol Teplice (10/6), Dynamo Praha (58/22) a Spartak Praha Stalingrad (73/6). Za juniorskou reprezentaci nastoupil ve 2 utkáních a dal 1 gól.

## Ligová bilance
| Ročník                                     | Zápasy | Góly | Klub                     |
| ------------------------------------------ | ------ | ---- | ------------------------ |
| Státní liga 1948                           | 10     | 6    | Sokol Teplice            |
| Celostátní československé mistrovství 1950 | -      | 6    | Dynamo Slavia Praha      |
| Mistrovství československé republiky 1951  | -      | 13   | Dynamo Slavia Praha      |
| Přebor československé republiky 1955       | 20     | 3    | Dynamo Praha             |
| 1. československá fotbalová liga 1956      | 8      | 0    | Dynamo Praha             |
| 1. československá fotbalová liga 1958/59   | 23     | 2    | Spartak Praha Stalingrad |
| 1. československá fotbalová liga 1959/60   | 25     | 3    | Spartak Praha Stalingrad |
| 1. československá fotbalová liga 1960/61   | 19     | 1    | Spartak Praha Stalingrad |
| 1. československá fotbalová liga 1961/62   | 6      | 0    | ČKD Praha                |
| CELKEM                                     | 141    | 34   |                          |